# Joel Prieto
Pour les articles homonymes, voir Prieto.
Joel Prieto (né en 1981 à Madrid) est un chanteur d'opéra (ténor) espagnol.

## Vie
Prieto a grandi à Porto Rico. À l'âge de cinq ans, il a commencé l'apprentissage du violon. Plus tard, il étudie la musique à la Manhattan School of Music et a été membre de l'Atelier lyrique de l'Opéra de Paris. De 2006 à 2008, il fait partie de la troupe de l'Opéra allemand de Berlin, puis il entre en contact avec Plácido Domingo à Vienne. En 2009, il a rejoint le Festival de Salzbourg.
En 2008, au concours Operalia créé par Plácido Domingo, il gagne le premier prix ainsi que le prix Zarzuela, et CulturArte.